# 拉沙爾崖
67°30′S 61°9′E / 67.500°S 61.150°E
拉沙爾崖（英語：Lachal Bluffs）是南極洲的海崖，位於麥克羅伯特森地，處於烏弗斯島以南，距離艾利森灣約4公里，由挪威製圖師根據該國探險隊的空中照片繪入地圖。